# Красовский, Александр Иванович
Александр Иванович Красо́вский (1776 или 1780 — 1857) — русский цензор, председатель комитета иностранной цензуры; тайный советник.

## Биография
Родился в 1776 (15 ноября) или 1780 году, в семье священника И. И. Красовского, который в то время был префектом Костромской духовной семинарии.
Учился в гимназии Академии наук. Владея английским, немецким, французским, итальянским языками и латынью, в 1796 году поступил переводчиком в канцелярию Академии. С 1800 года был библиотекарем Публичной библиотеки, в 1810 году занял в ней должность секретаря.
В 1821 году был назначен цензором в цензурный комитет (с 1826 года — Главный цензурный комитет); с принятием нового цензурного устава в 1828 году был уволен от должности цензора.
В 1832 году был командирован в Варшаву для организации перевода книг и рукописей из университетской библиотеки и библиотеки варшавского общества любителей наук в Петербург. С 11 мая 1832 года был назначен председателем комитета иностранной цензуры и занимал эту должность до своей смерти.
В действительные статские советники был произведён 25 марта 1834 года.
В 1838 году был избран действительным членом Академии Российской; с 21 ноября 1841 года — почётный член Петербургской академии наук по отделению русского языка и словесности. Писал сам Красовский очень мало («Опыт истории Российской Академии». — СПб., 1849).
У современников Красовский как цензор характеризовался излишне жёсткими, формальными и необоснованными требованиями. Сохранились многочисленные свидетельства его деятельности, порой доходившей до абсурда. Широкую известность получило запрещение печатать статью «О вредности грибов», как наносящую вред православию, так как «грибы — постная пища православных, и писать о вредности их — значит подрывать веру и распространять неверие». Имя Красовского сделалось нарицательным. Министр народного просвещения С. С. Уваров отмечал, что «Красовский у меня, как цепная собака, за которою я сплю спокойно». Он распорядился досматривать даже макулатуру, в которой присылались книги из-за границы.
Тимковский царствовал — и все твердили вслух

Что в свете не найдешь ослов подобных двух.

Явился Бируков, за ним вослед Красовский;

Ну право, их умней покойный был Тимковский!
А. А. Дельвиг и П. А. Вяземский издевались над Красовским в эпиграммах. А. С. Пушкин писал о нём в двух «Посланиях к цензору» (1822, 1824), эпиграмме «Тимковский царствовал» (1824), ряде статей и письмах. По выражению Пушкина, «<…> вся литература сделалась рукописною благодаря Красовскому и Бирукову».
Умер 19 ноября (1 декабря) 1857 года. Похоронен на Георгиевском Большеохтинском кладбище.

## Награды
- орден Святой Анны 2-й степени (24 марта 1820); алмазные украшения к ордену (1 мая 1826)[8]
- орден Святого Владимира 3-й степени (31 марта 1830)[9]
- орден Святого Станислава 2-й степени[10]
- орден Святого Станислава 1-й степени (12 июля 1838)[11]
- орден Святой Анны 1-й степени (16 апреля 1841); императорская корона к ордену (28 октября 1844) [12]
- орден Святого Владимира 2-й степени (5 декабря 1849)[12]
- орден Белого орла